# Jalal Rafkhaei
Seyed Jalal Rafkhaei, né le 24 avril 1984, est un footballeur iranien évoluant actuellement au poste d'attaquant au Malavan FC.

## Palmarès
- Vainqueur du championnat d'Asie de l'Ouest en 2008 avec l'équipe d'Iran
- Meilleur buteur du championnat d'Iran en 2013 avec 19 buts